# Xueye Shuiku
Xueye Shuiku är en reservoar i Kina. Den ligger i provinsen Shandong, i den östra delen av landet, omkring 57 kilometer sydost om provinshuvudstaden Jinan. Trakten runt Xueye Shuiku består till största delen av jordbruksmark.
Genomsnittlig årsnederbörd är 840 millimeter. Den regnigaste månaden är juli, med i genomsnitt 284 mm nederbörd, och den torraste är januari, med 7 mm nederbörd.